# Школа № 4 (Мелітополь)
Школа № 4 - загальноосвітня школа в місті Мелітополь.

## Історія
В 2003 через низьку наповнюваність класів була скорочена розташована по сусідству школа № 12, і учні з неї були переведені в школу № 4. Школу № 4 відвідують вихованці обласного притулку для дітей, розташованого неподалік.
За кількістю медалістів школа № 4 є однією з перших у місті. Шкільні команди досягають помітних успіхів на міських спортивних змаганнях, особливо з футболу та карате. Щороку у травні в школі проводиться свято, на якому учням вручаються нагороди за перемоги у різних конкурсах протягом навчального року. У школі працює театральний гурток.

## Директори
- Коваленко Анжеліна Михайлівна[8]

## Відомі вчителі
- І. Г. Шестопалов - заслужений учитель УРСР, кавалер ордена Трудового Червоного Прапора (1948)[9]
- Ольга Крилова - вчитель праці, Відмінник освіти України (2007)[10], переможець обласного конкурсу «Учитель року» (2007)[11]